# 坂本眞一郎
坂本 眞一郎（さかもと しんいちろう、1952年〈昭和27年〉10月8日 - ）は日本の医療福祉学・病院管理学・公衆衛生学(人間生態学）・会計学者、公立大学法人宮城大学事業構想学部名誉教授、常葉大学経営学部前経営学部長・名誉教授。東京都世田谷区玉川生まれ、現在仙台五橋、静岡草薙、東京二子玉川在住。 

## 来歴
2024年現在、公立大学法人宮城大学事業構想学部名誉教授、常葉大学経営学部前経営学部長・名誉教授。多くの学会役員、団体役員を兼任している。 
教育活動としては、名誉教授としてゼミ14名の卒業論文指導と講義、また社会的弱者と呼ばれる方々(子供、障害者、高齢者)を元気に輝かすための多面的活動を行っている。一方研究活動としては、公衆衛生学の基礎学問である人間生態学と会計学の融合（病院管理学の一分野への位置づけを行う）を目指し、保健医療福祉会計の統合を考えている。 
東京世田谷の尾山台小学校中学校を経て東京都立目黒高等学校卒業。東京学芸大学教育学部、昭和大学医学部公衆衛生学教室、帝京大学医学部公衆衛生学教室、中央大学商学部、東京工業大学(現東京科学大学)大学院博士課程で学んだ。 
幼少時より世田谷二子玉川の多摩川で泳ぎ、二子玉川遊園地、第2グラウンド、上野毛のだんだん山防空壕、等々力渓谷の防空壕で遊ぶ。水泳で身体を鍛え、将来は水泳のオリンピック選手を目指していた。 
その後、福島滋雄、松本健次郎という東京オリンピックの水泳代表を育てた日本初のスイミングスクールに通い、波多野勲、古橋広之進のもとで師事を受ける。朝5時起きで1日12,000メートルに達する練習を続け、日本選手権、オリンピックを目指したが、日米エージグループ水泳選手権入賞、関東高校大会6位を最高に高校2年で引退。高校3年生の夏休み40日間、波多野勲(多摩川スイミングスクール、とびうおスイミングスクール）、古橋広之進(とびうおスイミングスクール、浜松中学から1500ｍ自由形世界記録30数回更新、JOC日本オリンピック委員会会長、IOC国際オリンピック委員会副会長、日本でスポーツ選手として初めて文化勲章を受賞）が運営する日本初の本格的水泳コーチ学校を終了。 
水泳を中心に身体を鍛えることを続けてきてライフガード、ライフセーバーとして京王プラザホテル、東京のプリンスホテル、白金迎賓館の夏のプールの安全を取り仕切るようになっていた。桜沢如一翻訳の「人間ーこの未知なるもの」アレキシス・カレル(1912年ノーベル生理学・医学賞受賞)著を読み、衝撃を受けた。フランス人であるカレルは、人間を原子、分子、細胞、組織、臓器、人間個体、集団として観察することが出来るとした。また、この人間について、いつの時代も人の心は変わらず未知なるものであると述べた。当時、学問としては人間(人類)生態学があり、東京大学医学部の山本幹夫、勝沼晴雄が双璧であった。順天堂大学に移り、その後帝京大学医学部の初代公衆衛生学教室教授となった山本幹夫のもとで公衆衛生学、その基礎学問としての人間生態学、健康科学を学んだ。 
人間の健康について、医学のみでなく社会科学をはじめとする学際的アプローチが必要という山本幹夫先生は1968年日本代表として地球の有限性という共通の問題意識を持った世界の100人の知識人とともにローマクラブ―成長の限界―の報告書作成にも関与する。 
このころより健康科学のフィールドであるプール、スイミングクラブ、スポーツクラブ、診療所、病院、福祉施設の運営に必要な管理学を学ぶように命ぜられ、日本民族衛生学会、日本公衆衛生学会(公衆衛生学)から日本医療病院管理学会(医療病院管理学)へ研究の中心を移していくことになる。ここで非営利会計を学び会計学の研究を進めることとなった。

## 役職

### 経歴
- 1978年4月 - 1984年3月　日本教育研究事業団
- 1984年4月 - 1989年3月　学校法人昭和大学, 医学部公衆衛生学教室,
- 1989年4月 - 1997年3月　学校法人城西大学・城西国際大学, 経営情報学部, 専任講師, 助教授
- 1997年4月 - 2018年3月　公立大学法人宮城大学, 事業構想学部, 教授
- 2018年4月 -             公立大学法人宮城大学, 事業構想学部, 名誉教授
- 2018年4月 - 2023年3月　学校法人常葉大学, 経営学部, 教授・経営学部長
- 2023年4月 -             学校法人常葉大学, 経営学部, 前経営学部長,名誉教授

### 委員歴
- 日本医療福祉学会, 会長
- 日本臨床医学情報系連合学会, 会長
- 社団法人日本国際医療研究機構, 顧問
- 日本医学会日本医療病院管理学会, 前評議員
- 財団法人小野田記念財団, 前理事長[1]
- 社会福祉法人 友興会, 前副理事長,評議員
- 社会福祉法人 うえるかむ, 理事
- 社会福祉法人 チャレンジドらいふ, 評議員
- 日本統合医療系連合学会, 会長
- 日本保健医療学会, 前副理事長, 副会長
- 日本経営学会連合, 議長
- 日本経営関連学会協議会, 評議員
- 日本ビジネスマネジメント学会, 会長
- 日本経営会計学会, 前理事長
- 日本経営実務研究学会, 副会長
- 日本商学研究学会, 名誉理事長
- みちのくYOSAKOIまつり, 前顧問
- NPO法人 糖質制限食と断食の会, 理事長
- NPO法人 青少年の心を育てる会, 理事
- 公益社団法人 日本食品衛生協会, 監事
- 国際ICT学会, 理事
- 情報文化学会, 監事

### 主な受賞歴
- 2010年　学会賞, 日本ビジネスマネジメント学会
- 2012年　学会賞, 日本医療福祉学会
- 2013年　総合学術賞, 日本保健医療学会
- 2016年　学術功労賞, 日本経営会計学会
- 2017年　永年に亘る経営管理研究・指導による社会貢献に対する顕彰牌受賞, 公益社団法人全日本能率連盟
- 2022年　学術学会賞, 日本商学研究学会
- 2024年　学術功労賞, 日本臨床医学情報系連合学会

## 著書（会計学関連の著書のみ掲載）
- 『パーソナルコンピュータオペレーティングシステム入門』渋井二三男, 坂本眞一郎, 横山修一, 高橋三雄　啓学出版 1989年1月 (ISBN: 4766510143)
- 『基本簿記テキスト』坂本眞一郎, 岩田智　同文館出版 1990年4月 (ISBN: 4495152912)
- 『会計学概論』秋本敏男, 坂本眞一郎　中央経済社 1994年9月 (ISBN: 4502133353)
- 『現代簿記テキスト』坂本眞一郎, 守矢芳幸, 岩田智　同文館出版 1996年4月 (ISBN: 4495152920)
- 『現代経営学要説』浅井重和, 坂本眞一郎　中央経済社 1996年6月 (ISBN: 4502334456)
- 『現代企業の経営分析 : 経営改善のためのマネジメント・アプローチ』秋本敏男, 坂本眞一郎, 倍和博　中央経済社 1996年6月 (ISBN: 4502211958)
- 『現代簿記演習』坂本眞一郎, 岩田智　同文舘出版 1997年5月 (ISBN: 4495162217)
- 『コンビナートと現代産業・地域 : 野口雄一郎教授古稀記念論文集』野口雄一郎, 青野壽彦, 水口和寿, 賀村進一, 立花敬雄, 中川スミ, 大島正巳, 山田昭夫, 隅倉直寿, 吉田隆彦, 塩見英治, 久野国夫, 茂木豊, 岩田智, 下山房雄, 篠塚英子, 大本圭野, 蔵本喜久, 来島浩, 坂本眞一郎　御茶の水書房 1997年5月 (ISBN: 4275016661)
- 『現代簿記会計原理』坂本眞一郎　創成社 2000年3月 (ISBN: 4794411596)
- 『現代会計学特論』坂本眞一郎　創成社 2000年4月 (ISBN: 479441160X)
- 『コンピュータ会計と経営分析の理論』坂本眞一郎　海文堂出版 2000年4月 (ISBN: 4303662003)
- 『会計学原論』坂本眞一郎　創成社 2004年4月 (ISBN: 4794412754)
- 『簿記原論』坂本眞一郎　創成社 2004年4月 (ISBN: 4794412746）
- 『現代会計学研究』坂本眞一郎　創成社 2007年5月 (ISBN: 9784794413482）
- 『現代簿記研究』坂本眞一郎　創成社出版 2010年3月 (ISBN:9784794414083）
- 『会計学要論』坂本眞一郎, 大内健太郎　創成社 2013年7月 (ISBN: 9784794414687)
- 『会計学研究』坂本眞一郎, 大内健太郎　創成社 2019年7月 (ISBN: 9784794415424)
- 『現代会計学論考』坂本眞一郎・大内健太郎・山本公敏　創成社 2023年5月 (ISBN: 9784794415752)